# Balet w Rosji
Balet w Rosji – forma baletu charakterystyczna dla rosyjskiej kultury.

## Historia
Według historyka Iwana Zabelina pierwszy spektakl baletowy w Rosji miał miejsce podczas Maslenicy 17 lutego 1672 roku, na dworze cara Aleksieja Michajlowicza, w letniej rezydencji Przemienienia Pańskiego. Jakob Reytenfels datuje to wydarzenie na 8 lutego 1675 roku. Wystawieniem baletu o Orfeuszu, kompozytora H. Schütza, przewodniczył Mikołaj Lima. Przed rozpoczęciem spektaklu, na scenę wyszedł aktor grający Orfeusza i odśpiewał niemieckie pieśni, tłumaczone carowi przez tłumacza. Wychwalano w nich duchowe piękno Aleksieja Michajłowicza. W tym momencie po obydwu stronach Orfeusza stały oświetlone kolorowymi światełkami banery, które po zakończeniu pieśni Orfeusza, zaczęły tańczyć.

### XVIII wiek
Za panowania Piotra I w Rosji pojawiły się tańce, takie jak: menuety, kontredansy. Wydany został dekret, na mocy którego tańce te zostały uznane za część dworskiej etykiety, a młodzież dworska była zobowiązana do nauki tańca.
W 1731 roku w Petersburgu założono Pierwszy Korpus Szlachecki, który miał stać się kolebką rosyjskiego baletu. Ponieważ absolwenci Korpusu w przyszłości mieli zajmować wysokie stanowiska urzędnicze, wymagano od nich znajomości świeckiej kultury, dlatego też Korpus kładł nacisk na nauczanie w zakresie sztuk plastycznych, w tym także tańca klasycznego. W 1734 roku do Korpusu dołączył mistrz tańca Jean-Baptiste Lande, który uznawany jest za twórcę baletu rosyjskiego. W 1735 roku do Petersburga zaproszono kompozytora Francesco Araya, a także baletmistrza, a od 1736 roku choreografa Antonio Rinaldi (Fossano). Najzdolniejszym tancerzem był Nikołaj Czogłokow.
4 maja 1738 roku francuski baletmistrz Jean-Baptiste Lande otworzył pierwszą w Rosji szkołę baletową „Szkoła tańca Jej Wysokości” (obecnie „Akademia baletu rosyjskiego imienia A.J. Waganowej”). W specjalnie przygotowanych komnatach Pałacu Zimowego Lande rozpoczął nauczanie 12 rosyjskich chłopców i dziewczynek. Uczniów wybrano spośród dzieci skromnego pochodzenia. Nauka w szkole była bezpłatna i zapewniała pełną obsługę. Nazwiska najlepszych studentów pierwszego składu tanecznego szkoły to: A. Sergiejewa, A. Timofeewa, E. Zorina, A. Toporkowa, A. Nesterow.
Dalszy rozwój baletu rosyjskiego przypadł na okres panowania Elżbiety Romanowej. Pośród kadetów Korpusu Szlacheckiego, w tańcu zaistnieli: Nikita Beketow, Piotr Melissino, Piotr Swistunow i Timofiej Ostrewald. Beketow został ulubieńcem Elżbiety, i korzystał ze specjalnych względów carycy, która osobiście go ubierała, ponieważ doskonale grał role kobiece.
W 1742 roku z uczniów Lande utworzył pierwszą grupę baletową, której aktorzy już od 1743 roku zaczęli otrzymywać honorarium. Roczny budżet grupy, nie licząc orkiestry, wynosił 33 8140 rubli. 1 sierpnia 1759 w dniu imienin cesarzowej, oraz z okazji zwycięstwa nad wojskami pruskimi pod Frankfurtem, oficjalnie wystawiono pierwszy dramat baletowy „Sanktuarium mocy”, który okazał się ogromnym sukcesem.
W okresie panowania Katarzyny II balet rosyjski zdobył jeszcze większą popularność. Z okazji jej koronacji w Pałacu Moskiewskim, wystawiony został luksusowy balet „Le Retour de la deesse du printemps”, w którym brali udział szlachcice. Wiadomo także, że w przedstawieniach baletowych w przypałacowym teatrze często tańczył następca tronu – Paweł Pietrowicz.
Za czasów Katarzyny II pojawiła się tradycja baletów złożonych z chłopów pańszczyźnianych, zatrudnianych przez szlachtę. Największą sławą takiego typu baletów cieszył się balet Naszczokina.
W tym czasie balet, jak i całą sztukę rosyjską, dominował pastoralno-sentymentalny kierunek, co widać chociażby w tytułach przedstawień baletowych tamtych lat. Pod koniec XVIII wieku balet był ściśle związany z operą, jednakże nie wchodził w skład przedstawienia, lecz był pokazywany w czasie antraktu. W 1766 roku wiedeński baletmistrz i kompozytor Gasparo Angiolini dodał przedstawieniom baletowym rosyjskiego charakteru poprzez wykorzystanie rosyjskich melodii, dzięki czemu zdobył popularność. W 1787 roku roczny budżet grupy baletowej wynosił 40 170 rubli. Największymi artystami tego okresu byli Iwan Walberch, Wasilij Bałaszow, Zorina i Sofia Walbrechowa.
W początkowym okresie panowania cara Pawła I balet znów był w modzie. Ważną częścią przedstawienia baletowego była sceneria Pietro Gonzaga. Od 1794 roku zaczęto wystawiać pierwsze przedstawienia autorstwa rosyjskiego choreografa Iwana Walbercha. Za panowania Pawła I został wydany dekret określający zasady dotyczące baletu – na scenie podczas występu nie mógł pojawić się mężczyzna, a role męskie tańczyły Nastasja Beriłowa oraz Jewgienija Kołosowa. Zasady te obowiązywały aż do momentu przybycia do Petersburga Auguste Poireau.

### XIX wiek
Za panowania Aleksandra I balet rosyjski przechodził okres rozkwitu, osiągając szczytową formę. Sukces grupy baletowej w tym czasie zawdzięcza się przede wszystkim francuskiemu choreografowi Charles’owi Didelot, który przybył do Rosji w 1801 roku. Pod jego kierownictwem wśród rosyjskich tancerzy baletowych zaczęły błyszczeć takie gwiazdy jak Maria Daniłowa, Awdotja Istomina, Anastasija Lichutina, Peter Didier, Nikołaj Goltz, Jekaterina Teleszowa i Wiera Zubowa. W tym czasie balet rosyjski osiągnął niebywałą popularność, także dzięki Derżawinowi, Puszkinowi i Gribojedowi, którzy rekomendowali balety Didelot i jego uczniów – Istominę i Teleszową.
Za rządów Mikołaja I balet nadal święcił triumfy dzięki choreografowi Charles’owi Didelot i utrzymywał dominującą pozycję w stosunku do innych rodzajów sztuk performatywnych. Balet wchłaniał wszystkie uwagi administracji teatru. Car Mikołaj I kochał balet i praktycznie nigdy nie opuścił ani jednego przedstawienia. W 1831 Didelot, z powodu konfliktu z dyrektorem teatru, księciem Gagarinem, opuścił scenę Petersburga. Jego odejście silne odbiło się na balecie rosyjskim. Wkrótce na deskach petersburskiego teatru zaczęła błyszczeć gwiazda europejskiego baletu, primabalerina Maria Taglioni. Zadebiutowała 6 września 1837 roku w balecie „Sylfida” i wzbudziła zachwyt publiczności. Takiej lekkości, takiej dziewczęcej gracji i takiej niezwyklej techniki i mimiki nie widziano wcześniej u żadnej z tancerek. W 1841 roku Taglioni pożegnała scenę Petersburga, na której zatańczyła ponad 200 razy. W 1848 roku do Sankt Petersburga przybyła konkurentka Taglioni – Fanny Elssler, która słynęła z gracji i mimiki. W ślad za nią przyjechała do Petersburga Carlotta Grisi, która zadebiutowała w 1851 roku w przedstawieniu „Giselle”, które okazało się jej wielkim sukcesem, a Grisi dała się poznać jako najwyższej klasy tancerka i aktorka mimiczna. Carlotta Grisi tańczyła w Petersburgu aż do 1853 roku, w którym na jej miejsce przyjęto trzy nowe prima baleriny: Louise Fleury, Rose Guiraud i Gabriel Kjellén. W tym czasie choreografowie Auguste Poireau, Alexis Blache, Antoine Titus, Filippo Taglioni, Jules Perrot i Mariusa Petipy, Joseph Mazilier kontynuowali tworzenie luksusowych baletów i angażując nowych utalentowanych artystów, próbowali otrzymać wysoką pozycję przedstawień baletowych, która zaczęła słabnąć ze względu na rosnącą popularność włoskiej opery. Wśród wybitnych tancerek tego okresu należy wymienić: Annę Prichunową, Zinaida Riszar, siostry Amosow, Jekaterina Sankowskaja, Liubow Radina, Olgę Szlefocht, Marię Surowszczikową, a wśród tancerzy triumf święcili: Frederick Malavern, Bernard Fleury, Nikołaj Goltz, Theodore Guerin, Christian Johansson, Timofiej Stukołkin, Marius Petipa, Jules Perrot, Feliks Krzesiński. Znamienitym krytykiem baletu tych lat był Wissarion Bielinski, który zdobył popularność artykułami o Taglionim, Guerin i Sankowskiej.
Za rządów Aleksandra II w rosyjskim balecie zaczęły kiełkować rodzime talenty. Wielu utalentowanych tancerzy i tancerek stanowiło ozdobę scen baletowych. Chociaż w baletowych przedstawieniach stawiano na ekonomię, doświadczenie Mariusa Petipa pozwoliło na powstawanie znakomitych spektakli, nawet przy niedużym nakładzie finansowym. Na sukces przedstawień baletowych miał wpływ fakt, że dekoracje do nich tworzyli wybitni artyści: Michaił Boczarow, Matwiej Sziszkow, Antoniji Wagner. W tym okresie rozwoju baletu, na scenie w czasie przedstawienia taniec przewyższał inne sztuki – plastykę i mimikę. Choreografami w tym czasie byli: Jules Perrot (1849–1859), Arthur Saint-Léon (1859–1869), Marius Petipa (1869–1903). Arthur Saint-Léon stworzył szereg baletów opartych na fabułach rosyjskich bajek: „Konik Garbusek” (1864), „Złota rybka” (1867), a Marius Petipa balet oparty na wydarzeniach wojny rosyjsko-tureckiej w latach 1877–1878, pod tytułem „Roksana”. Pośród znamienitych baletnic tego okresu, należy wymienić: Nadiezdę Bogdanową, Marfę Mrurawjową, Marię Surowszikowa-Petipa, Annę Prichunową, Aleksandrę Kemmerer, Matyldę Madajewą, Klawdię Kancyrewą, Jekaterinę Wazem, Aleksandrę Werginę, Jewgienię Sokołową Marie Gorszenkową, Warwarę Nikitiną, Annę Johansson, i Mariję Petipę. Najbardziej utalentowanymi baletmistrzami tych czasów byli: Frederik Malaweren, Christian Johansson, Feliks Kszesinskij, Marius Petipa, Timofiej Stukolkin, Nikolaj Golc, Pawel Gerdt, oraz Aleksiej Bogdanow. Na scenie Petersburga występowali także zagraniczni tancerze, m.in. Fanni Cherrito, Amalia Ferraris, Adel Grantzow, Gulelmina Salvioni, Kamila Stefańska.
Za panowania Aleksandra III przedstawienia baletowe wystawiano w Teatrze Maryjskim dwa razy w tygodniu: w środy i w niedziele. Głównym choreografem był Marius Petipa. Orkiestrą dyrygowali kolejno Aleksiej Papkow i Riccardo Drigo. Główny skład tworzyły takie baletnice jak: Warwara Nikitina, Jekaterina Wazem, Jewgienija Sokołowa, Marija Petipa, Aleksandra Nedremska, Awgusta Ogolejt, Anna Johansson, i Maria Anderson. W tym czasie petersburski balet tworzyły zagraniczne baletnice takie jak Emma Bessone, Elena Cornalba, Virginia Zucchi, Carlotta Brianza, która jako pierwsza wykonała rolę Aurory w balecie pod tytułem „Śpiąca królewna” Piotra Czajkowskiego, Emilia Laus, która odgrywała charakterystyczne mimiczne role, oraz tancerze: Enrico Cecchetti, Alfred Bekeffi. W Moskwie w tym okresie choreografem był Jose Mendez, a spośród baletnic najwybitniejszymi były Lidia Geiten, Ewdokia Kalmykowa i Elena Barmina. Wiodącymi tancerzami byli Wasilij Gelcer i Nikolaj Domaszew.

### XX wiek
Na początku XX wieku akademickich tradycji bronili tacy artyści jak: Olga Preobrazenska, Matylda Krzesińska, Wiera Trefilowa, Julia Sedowa, Agrippina Waganowa, Liubow Egorowa, Nikolaj Legat, Samuil Andrianow, Maria Kozuchowa, Olga Spesiwcewa. W poszukiwaniu nowych form Michail Fokin opierał się na nowoczesnej sztuce. Ulubioną formą sceniczną tego choreografa był balet jednoaktowy z lakoniczną, nieprzerwaną akcją, o jasno określonym stylistycznym zabarwieniu. Michaił Fokin stworzył takie balety jak „Pawilon Armidy” (1907), „Chopiniana” (1908), „Egipskie noce” (1908), „Karnawał” (1910), „Pietruszka” (1911), „Tańce połowieckie” (1909) z opery „Kniaź Igor”. Występując w baletach autorstwa Fokina, sławę zdobyli Tamara Karsawina, Waclaw Niżyński i Anna Pawłowa. Pierwszy akt baletu „Don Kichot”, do muzyki Ludwika Minkusa (na motywach baletu M. Petipa), dotarł do współczesnych odbiorców w zmienionej przez Aleksandra Gorskiego w 1900 r. formie. Później w 1963 r. został wystawiony „Konik Garbusek” (Aleksandra Gorskiego, wznowiony przez Michajlowa, Balteczejewa i Bruskinego). Od 1924 roku w Teatrze Maryjskim wystawiano spektakle Fiodora Lopuchowa, pierwszym z nich był spektakl „Noc na Łysej górze” (muzyka – Modest Musorgskij), później wystawiono także „Królową Śniegu” (1927), „Czerwony mak” (1929), „Bolt” (1931) – z muzyką Dmitrija Szostakowicza, „Daremna ostrożność” (1944), „Wiosenna opowieść” (1947) – na podstawie materiału muzycznego Czajkowskiego.